# إدوين سميث
إدوين سميث (11 يونيو 1860 في المملكة المتحدة - 30 مايو 1939 في المملكة المتحدة) (بالإنجليزية: Edwin Smith)‏ هو لاعب كريكت بريطاني (وحمل سابقاً جنسية المملكة المتحدة لبريطانيا العظمى وأيرلندا). لعب مع Cheshire County Cricket Club ‏.

## وصلات خارجية
- إدوين سميث على موقع إي آس بي آن كريك إنفو (الإنجليزية)